# CYP27A1
细胞色素 P450 27A1（英語：Cytochrome P450 27A1，缩写CYP27A1）也被称为甾醇-27-羟化酶（sterol 27-hydroxylase，EC 1.14.15.15），是细胞色素P450超家族的一员，由CYP27A1基因编码，是定位于许多不同组织线粒体内膜的单加氧酶，能催化多种甾醇侧链上27号位以及其它位置的羟基化，如在胆汁酸合成中催化胆固醇生成27-羟基胆固醇，在维生素D合成代谢中催化胆钙化醇（维生素D3）生成骨化二醇（25-羟基维生素D3）。